# Distretto di Mirzaabad
Il distretto di Mirzaabad (usbeco Mirzaobod) è uno degli 8 distretti della Regione di Sirdaryo, in Uzbekistan. Il capoluogo è Navruz.